# Fly with Me
«Fly with Me» — пісня співачки Артсвік для конкурсу Євробачення 2017 в Києві, Україна. Була виконана в першому півфіналі Євробачення, 9 травня, та пройшла до фіналу. У фіналі, 13 травня, була виконана під номером 5, за результатами голосування отримала від телеглядачів та професійного журі 79 балів, посівши 18 місце.

## Список композицій
| Digital download | Digital download | Digital download |
| #                | Назва            | Тривалість       |
| ---------------- | ---------------- | ---------------- |
| 1.               | «Fly with Me»    | 2:59             |